# Luis Alejandro Cendrero
Luis Alejandro Cendrero Uceda (Madrid, 10 de diciembre de 1939) es un político madrileño.

## Trayectoria
Ingeniero y Perito Industrial, su actividad inicial se desarrolla en la empresa privada en el sector de la Ingeniería. Se afilia a PSOE y UGT en 1976, y comienza su actividad de proyección pública en la Asociación de Vecinos de Pozuelo de Alarcón. En 1983 es elegido diputado por el PSOE en la I Legislatura de la Asamblea de la Comunidad de Madrid, de la que es designado Vicepresidente Primero.
En 1985 fue designado por Joaquín Leguina como Vicepresidente Económico y Consejero de Hacienda del Gobierno de la Comunidad de Madrid, cargo que ocupó hasta 1991.